# GSC58-1131
GSC58-1131 — хімічно пекулярна зоря спектрального класу A2, що має видиму зоряну величину в смузі V приблизно 11,5.

## Пекулярний хімічний вміст
Зоряна атмосфера GSC58-1131 має підвищений вміст Cr.